# Ballinasloe
Ballinasloe (en irlandès Béal Átha na Sluaighe o "boca del gual per les tropes") és una ciutat d'Irlanda, al comtat de Galway, a la província de Connacht.

## Nom i història
La ciutat es va desenvolupar com un punt d'encreuament en el riu Suck, un afluent del riu Shannon. El topònim en irlandès reflecteix aquest propòsit. L'última part del nom indica que la ciutat ha estat un lloc de trobada des de l'antiguitat. El patró de Ballinasloe és Sant Grellan, a qui la tradició considera constructor de la primera església a Kilcloony. En reben el nom un club de l'Associació Atlètica Gaèlica, la branca de la Conradh na Gaeilge i una escola.

## Agermanaments
- Chalonnes-sur-Loire